# Spirobolus octoporus
Spirobolus octoporus är en mångfotingart som beskrevs av Karsch 1881. Spirobolus octoporus ingår i släktet Spirobolus och familjen Spirobolidae. Inga underarter finns listade i Catalogue of Life.